# Kathedraal van Atrecht

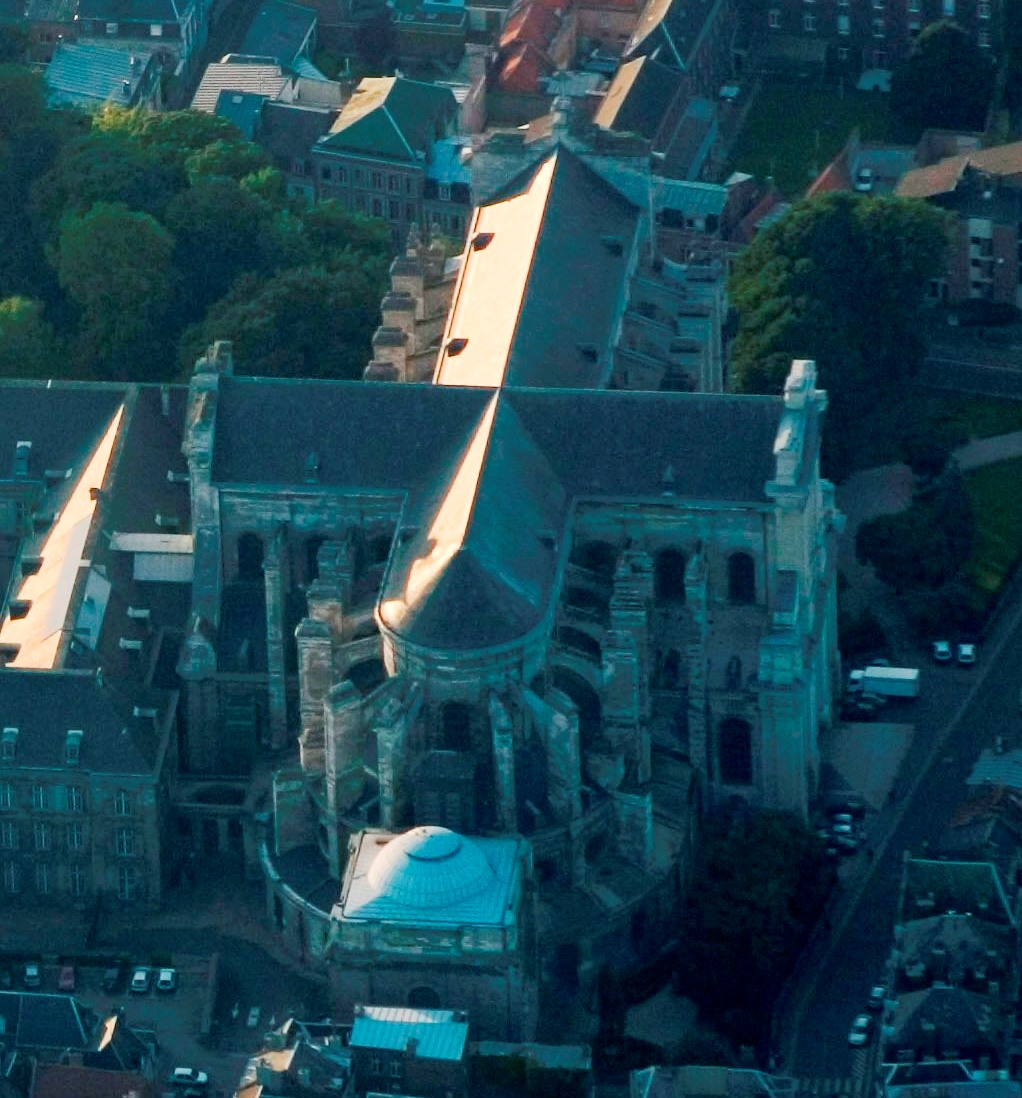
De Kathedraal van Atrecht, luchtfoto van het oosten

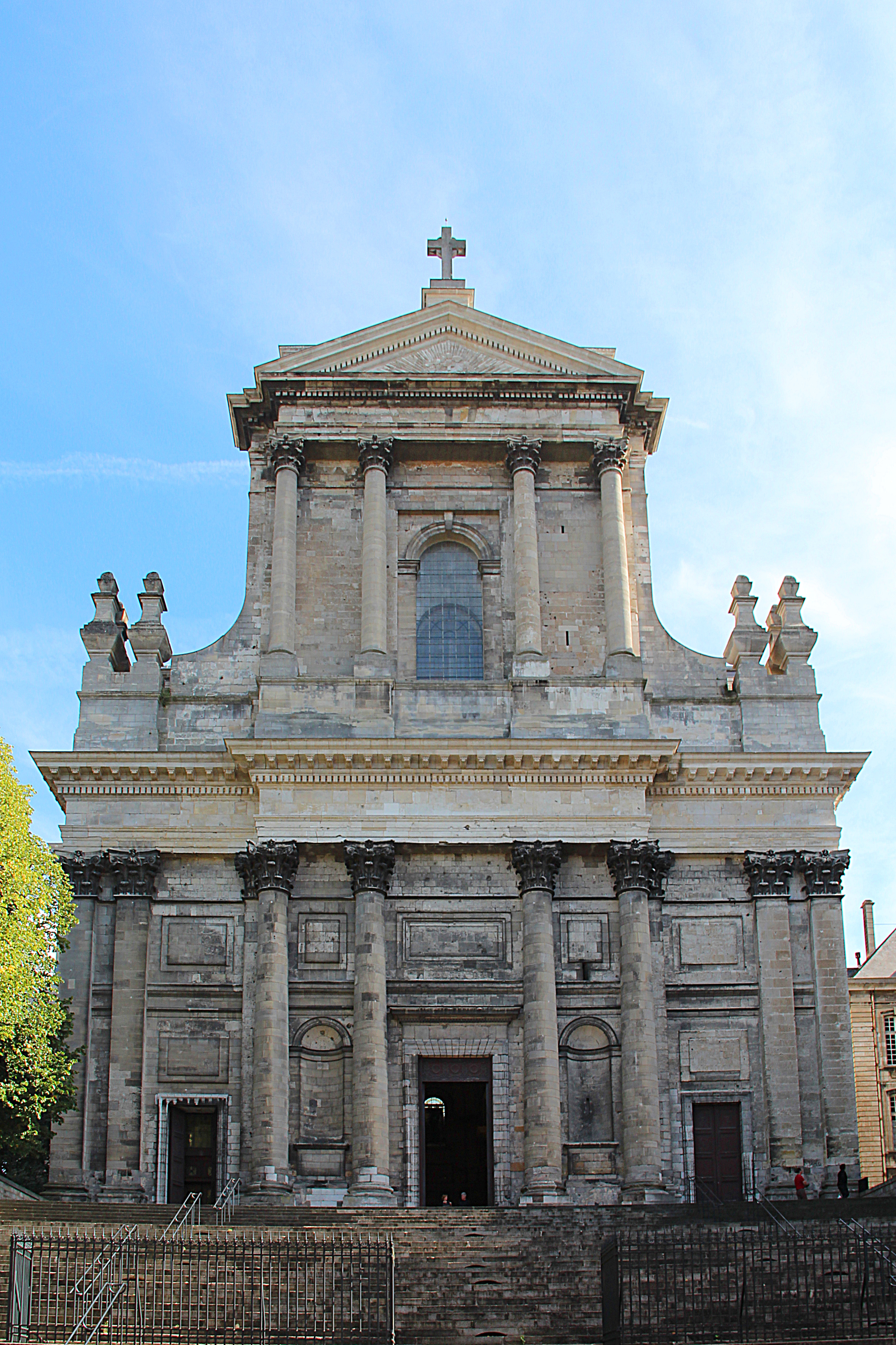
Westgevel

De Kathedraal van Atrecht (Cathédrale Notre-Dame-et-Saint-Vaast d’Arras) in de Noord-Franse stad Atrecht in het departement Pas-de-Calais is sedert 1801 de bisschopszetel van het rooms-katholieke bisdom Atrecht. Zij werd in het laatste kwart van de 18e eeuw gebouwd als kerk van de Sint-Vaastabdij. Samen met de andere abdijgebouwen, die nu als museum ingericht zijn, vormt de abdijkerk, nu kathedraal, een bijzonder geheel.
Tijdens de Franse Revolutie werd de voormalige gotische kathedraal van Atrecht verwoest. Het klooster werd opgeëist en geseculariseerd; de abdijgebouwen werden eerst als ziekenhuis en later als kazerne gebruikt. Ook de abdijkerk was ontheiligd en gedeeltelijk verwoest, maar werd hersteld en dient nu als kathedraal. 

## Tombes
- prins Lodewijk, zoon van koning Lodewijk XIV.